# Senador Modestino Gonçalves
Senador Modestino Gonçalves är en kommun i Brasilien.   Den ligger i delstaten Minas Gerais, i den sydöstra delen av landet, 600 km öster om huvudstaden Brasília. Antalet invånare är 4 574.
Omgivningarna runt Senador Modestino Gonçalves är huvudsakligen savann. Runt Senador Modestino Gonçalves är det mycket glesbefolkat, med 5 invånare per kvadratkilometer.